# Сейнский уезд
Сейнский уезд — административная единица в составе Августовского воеводства, Августовской губернии и Сувалкской губернии Российской империи. Центр — город Сейны.

## История
Сейнский уезд был образован в 1807 году в составе Варшавского герцогства. В 1816 отошёл к Августовскому воеводству Российской Империи. В 1837 был отнесён к Августовской губернии, а 1867 — к Сувалкской губернии.
В 1919 году Сейнский уезд отошёл к Польше.

## Население
По данным переписи 1897 года в уезде проживало 81,9 тыс. чел. В том числе литовцы — 59,7 %; поляки — 22,9 %; евреи — 11,8 %; русские — 4,4 %; немцы — 1,2 %. В городе Сейны проживало 3778 чел.

## Административное деление
В 1913 году в уезде было 13 гмин: Берзники, Вейсее, Копциово, Красново (центр — д. Галинце), Краснополь (центр — Краснополь), Кудраны (центр — д. Бордзюны), Леипуны, Лодзее, Метеле, Мирославл (центр — д. Мирослав), Покровск (центр — д. Гибы), Свенто-Езиоры (центр — Свенто-Езиоры), Серее (центр — Серее).